# Daniel Chopra
Daniel Samir Chopra (Stockholm, 23 december 1973) is een Zweeds voormalig professioneel golfer.
Chopra heeft en Zweedse moeder en een Indiase vader. De eerste jaren woonde hij bij zijn moeder, totdat hij haar op 7-jarige leeftijd verliet en afreisde naar India, waar hij de rest van zijn jeugd bij zijn grootouders opgroeide. 

## Amateur

### Overwinningen
- 1988; All India Junior Championship
- 1990: All India Junior Championship
- 1991: All India Junior Championship, Doug Sanders World Junior Championship

## Professional
In 1992 werd Chopra professional. In 1993 begon hij op de Challenge Tour te spelen en van 1996 tot 2000 speelde Chopra voornamelijk op de Europese PGA Tour, waarna hij naar de Verenigde Staten trok om te spelen op de Buy.com Tour. Tussendoor won Chopra in 2001 de Mercuries Taiwan Masters op de Aziatische PGA Tour. Vanaf 2004 mocht Chopra aantreden op de Amerikaanse PGA Tour. In 2007 won Chopra de Ginn sur Mer Classic at Tesoro, zijn eerste toernooiwinst op de PGA Tour. Begin 2008 was hij ook de beste op het Mercedes-Benz Championship. Nadien kwam Chopra wisselend uit op de PGA Tour en de Nationwide Tour en later ook de Aziatische PGA Tour.

### Overwinningen
| Jaar | Toernooi                               | Tour                   |
| ---- | -------------------------------------- | ---------------------- |
| 1993 | Johor Baru Open                        | -                      |
| 1994 | Challenge Chargeurs                    | Challenge Tour         |
| 1994 | Jamtland Open                          | Challenge Tour         |
| 1994 | Classic Indian Masters                 | -                      |
| 1994 | Indisch PGA Kampioenschap              | -                      |
| 1994 | Maleisisch PGA Kampioenschap           | -                      |
| 1994 | Upsala Golf International              | Scandinavian Golf Tour |
| 1995 | Chinfon Republic of China Open         | Asia Golf Circuit      |
| 2001 | Mercuries Taiwan Masters               | Aziatische PGA Tour    |
| 2004 | First Tee Arkansas Classic             | Nationwide Tour        |
| 2004 | Henrico County Open                    | Nationwide Tour        |
| 2007 | Ginn sur Mer Classic at Tesoro         | PGA Tour               |
| 2008 | Mercedes-Benz Championship             | PGA Tour               |
| 2011 | Fresh Express Classic at TPC Stonebrae | Nationwide Tour        |

### Resultaten op deMajors
| Major                 | 2004 | 2005 | 2006 | 2007 | 2008 | 2009 | 2010 | 2011 | 2012 | 2013 | 2014 | 2015 | 2016 | 2017 | 2018 | 2019 | 2020 |
| --------------------- | ---- | ---- | ---- | ---- | ---- | ---- | ---- | ---- | ---- | ---- | ---- | ---- | ---- | ---- | ---- | ---- | ---- |
| Masters Tournament    |      |      |      |      | CUT  |      |      |      |      |      |      |      |      |      |      |      |      |
| U.S. Open             | T24  |      |      |      | T36  |      |      |      |      |      |      |      |      | CUT  |      |      |      |
| The Open Championship |      | CUT  |      |      |      |      |      |      | CUT  |      |      |      |      |      |      |      |      |
| PGA Championship      |      |      | T41  | CUT  | CUT  |      |      |      |      |      |      |      |      |      |      |      |      |

CUT = miste de cut halverwege

### Resultaten op deWorld Golf Championships
| Toernooi             | 2004 | 2005 | 2006 | 2007 | 2008 | 2009 | 2010 | 2011 | 2012 | 2013 | 2014 | 2015 | 2016 | 2017 | 2018 | 2019 | 2020 |
| -------------------- | ---- | ---- | ---- | ---- | ---- | ---- | ---- | ---- | ---- | ---- | ---- | ---- | ---- | ---- | ---- | ---- | ---- |
| WGC Kampioenschap    |      |      |      |      | T34  |      |      |      |      |      |      |      |      |      |      |      |      |
| WGC Matchplay        |      |      |      |      | R64  |      |      |      |      |      |      |      |      |      |      |      |      |
| WGC Invitational     |      |      |      |      | T14  |      |      |      |      |      |      |      |      |      |      |      |      |
| WGC - HSBC Champions |      |      |      |      |      |      |      |      |      |      |      |      |      |      |      |      |      |

## Chinese muur
In 1995 was Chopra de eerste persoon die een golfbal vanaf de Chinese muur sloeg.